# Iuri Medeiros
Iuri José Picanço Medeiros (Horta, 10 luglio 1994) è un calciatore portoghese, centrocampista o attaccante dell'Újpest.

## Caratteristiche tecniche
Gioca principalmente nel ruolo di ala destra, ma può essere schierato anche da trequartista. Di piede mancino, spesso parte da destra per rientrare sul suo piede preferito. Molto dotato tecnicamente, è bravo nell'uno contro uno e negli spazi stretti. Dispone di buon dribbling, velocità e progressione, oltre a essere abile sui calci piazzati e negli assist. Per le sue caratteristiche tecniche è stato paragonato a Pierre Littbarski e Suso.

## Carriera

### Club

#### Sporting Lisbona
Cresciuto nelle giovanili dello Sporting Lisbona, nel 2015 (dopo due anni e mezzo trascorsi nella seconda squadra) viene ceduto in prestito all'Arouca. A quel prestito ne seguono altri due alla Moreirense e al Boavista, mettendosi in luce in particolare nel primo prestito con 10 gol e 13 assist.
Segna il suo primo gol ufficiale con la maglia dello Sporting Lisbona il 20 dicembre 2017 in occasione della vittoria per 6-0 conseguita in Taça da Liga contro lo União Madeira.

#### Genoa
Il 27 gennaio 2018, dopo essere stato cercato dalla Lazio, si trasferisce in prestito al Genoa. Debutta con la squadra ligure alla prima occasione utile il 5 febbraio nella gara vinta in trasferta per 2-1 proprio contro la Lazio subentrando al 65º minuto a Luca Rigoni.
Gioca la sua prima partita da titolare il 3 aprile 2018 contro il Cagliari; nella partita stessa ha giocato tutti i 90 minuti segnando il goal del decisivo 2-1 portando il Genoa, seppur momentaneamente, a +10 dal terz'ultimo posto (occupato dal Crotone) a quota 34 punti.
Il 23 aprile dello stesso mese si ripete segnando il gol del momentaneo 1-0 nella vittoria per 3-1 dei liguri contro l'Hellas Verona; la vittoria ha valso al Genoa la salvezza. La stagione successiva gioca solo 2 partite finendo ai margini della rosa.

#### Legia Varsavia
Il 3 febbraio 2019 passa in prestito al Legia Varsavia.

#### Norimberga
Il 19 luglio 2019 passa a titolo definitivo al Norimberga per circa 2 milioni di euro; col club tedesco firma un contratto quadriennale, valido fino al 30 giugno 2023.

#### Braga
Il 28 luglio 2020 viene ceduto in prestito al Braga. Al Braga s'impone sin da subito fornendo buone prestazioni, ma il 29 gennaio 2021 rimedia un infortunio al ginocchio contro il Santa Clara che lo costringe a chiudere anzitempo la stagione. Il 28 aprile seguente viene riscattato dal club lusitano.

#### Al-Nasr
Il 24 giugno 2023 viene acquistato dall'Al-Nasr.

### Nazionale
Partecipa, con la nazionale Under-21, all'europeo di categoria nel 2015, conquistando il secondo posto finale. Nel 2017 viene convocato per disputare nuovamente gli europei Under-21.

## Statistiche

### Presenze e reti nei club
Statistiche aggiornate al 29 gennaio 2021.
| Stagione                  | Squadra                   | Campionato                | Campionato | Campionato | Coppe nazionali | Coppe nazionali | Coppe nazionali | Coppe continentali | Coppe continentali | Coppe continentali | Altre coppe | Altre coppe | Altre coppe | Totale | Totale | Totale |
| Stagione                  | Squadra                   | Comp                      | Pres       | Reti       | Comp            | Pres            | Reti            | Comp               | Pres               | Reti               | Comp        | Pres        | Reti        | Pres   | Reti   |        |
| ------------------------- | ------------------------- | ------------------------- | ---------- | ---------- | --------------- | --------------- | --------------- | ------------------ | ------------------ | ------------------ | ----------- | ----------- | ----------- | ------ | ------ | ------ |
| 2012-2013                 | Sporting Lisbona B        | SL                        | 10         | 0          | -               | -               | -               | -                  | -                  | -                  | -           | -           | -           | 10     | 0      |        |
| 2013-2014                 | Sporting Lisbona B        | SL                        | 39         | 10         | -               | -               | -               | -                  | -                  | -                  | -           | -           | -           | 39     | 10     |        |
| 2014-gen. 2015            | Sporting Lisbona B        | SL                        | 18         | 2          | -               | -               | -               | -                  | -                  | -                  | -           | -           | -           | 18     | 2      |        |
| gen.-giu. 2015            | Arouca                    | PL                        | 17         | 3          | TdP+TdL         | 0+1             | 0               | -                  | -                  | -                  | -           | -           | -           | 18     | 3      |        |
| 2015-2016                 | Moreirense                | PL                        | 29         | 8          | TdP+TdL         | 1+4             | 1+1             | -                  | -                  | -                  | -           | -           | -           | 34     | 10     |        |
| 2016-2017                 | Boavista                  | PL                        | 27         | 7          | TdP+TdL         | 2+1             | 1+0             | -                  | -                  | -                  | -           | -           | -           | 30     | 8      |        |
| 2017-gen. 2018            | Sporting Lisbona          | PL                        | 6          | 0          | TdP+TdL         | 1+2             | 0+1             | UCL                | 1                  | 0                  | -           | -           | -           | 10     | 1      |        |
| 2017                      | Sporting Lisbona B        | SL                        | 1          | 0          | -               | -               | -               | -                  | -                  | -                  | -           | -           | -           | 1      | 0      |        |
| Totale Sporting Lisbona B | Totale Sporting Lisbona B | Totale Sporting Lisbona B | 68         | 12         |                 | -               | -               |                    | -                  | -                  |             | -           | -           | 68     | 12     |        |
| gen.-giu. 2018            | Genoa                     | A                         | 11         | 2          | CI              | 0               | 0               | -                  | -                  | -                  | -           | -           | -           | 11     | 2      |        |
| 2018-gen. 2019            | Genoa                     | A                         | 2          | 0          | CI              | 1               | 0               | -                  | -                  | -                  | -           | -           | -           | 3      | 0      |        |
| Totale Genoa              | Totale Genoa              | Totale Genoa              | 13         | 2          |                 | 1               | 0               |                    | -                  | -                  |             | -           | -           | 14     | 2      |        |
| gen.-giu. 2019            | Legia Varsavia            | E                         | 14         | 3          | CP              | 1               | 0               | -                  | -                  | -                  | -           | -           | -           | 15     | 3      |        |
| 2019-2020                 | Norimberga                | 2.B                       | 9          | 0          | CG              | 2               | 0               | -                  | -                  | -                  | -           | -           | -           | 11     | 0      |        |
| 2020-2021                 | Sporting Braga            | PL                        | 15         | 5          | TdP+TdL         | 3+3             | 1+0             | UEL                | 6                  | 0                  | -           | -           | -           | 27     | 6      |        |
| 2021-2022                 | Sporting Braga            | PL                        | 24         | 7          | TdP+TdL         | 2+2             | 0+1             | UEL                | 11                 | 2                  | -           | -           | -           | 39     | 10     |        |
| 2022-2023                 | Sporting Braga            | PL                        | 30         | 10         | TdP+TdL         | 7+2             | 0               | UEL+UECL           | 3+1                | 0                  | -           | -           | -           | 43     | 10     |        |
| Totale Braga              | Totale Braga              | Totale Braga              | 69         | 22         |                 | 19              | 2               |                    | 21                 | 2                  |             | -           | -           | 109    | 26     |        |
| 2023-2024                 | Al-Nassr                  | PL                        | 25         | 4          | PC+CdL          | 4+3             | 1+1             | -                  | -                  | -                  | -           | -           | -           | 32     | 6      |        |
| Totale carriera           | Totale carriera           | Totale carriera           | 277        | 61         |                 | 42              | 8               |                    | 22                 | 2                  |             | -           | -           | 341    | 71     |        |

## Palmarès

### Club

#### Competizioni nazionali
- Coppa del Portogallo: 1

Braga: 2020-2021
- Coppa d'Israele: 1

Hapoel Be'er Sheva: 2024-2025